# Kerrelyn Sparks
Kerrelyn Sparks, es una escritora estadounidense de romance paranormal y vampirismo. Su primer libro fue publicado en 2002, titulado: For love or country.
Es también la autora de la serie de libros The love at stake (en español llamada: “El amor esta en juego”), que incluye los libros: How to marry with a millionaire vampire(2005), Vamps and the city(2006), Sugarplums and scandal(2006), Be still my vampire heart(2007), The undead next door(2008), All i want for christmas is a vampire(2008),Secret life of a vampire(2009) y Forbidoen nights with a vampire(2009).
Cada libro de la serie The love at stake se ha convertido en un USA today best-seller, pero su libro How to marry with a millionaire vampire se convirtió en el libro debut romance más vendido del 2005, cabe mencionar que Kerrelyn Sparks asegura haberse sentido nerviosa cuando su libro The undead next door apareció en la lista de los New York Times best-seller.
Su nuevo proyecto salió a la venta el 9 de marzo de 2010 (en el mercado estadounidense), llamado The vampire and the virgin
Kerrelyn Sparks, vive en el área de Greater, Houston en Estados Unidos, con su esposo e hijos.